# Атрибутивна теорія
Атрибути́вна тео́рія (лат. attributum — додане) — теорія, яка визначає закономірність або випадковість впливу на людину тих чи інших факторів за певної ситуації. Наприклад, якщо продаж певного виробу знижується, то слід з'ясувати першопричини невдачі: це є наслідком якісних показників самого товару чи інших чинників — недоліків організації продажу товарів, сервісних послуг, реклами.